# McLaren MP4-16
A McLaren MP4-16 egy Formula–1-es versenyautó, amit a McLaren tervezett a 2001-es Formula–1 világbajnokságra. Pilótái ebben az évben is, de ezúttal utoljára, Mika Häkkinen és David Coulthard voltak. Az autó tervezői Adrian Newey, Steve Nichols, Neil Oatley és Peter Prodromou voltak, a Mercedes márkajelzésű Ilmor-motort pedig Mario Ilien tervezte.

## Története
Miután az előző szezonban éppen hogy csak alulmaradtak a Ferrarival szemben a világbajnokságért folytatott küzdelemben, a cél az volt, hogy ismét győzzenek. Ez azonban már a kezdetekkor látszott, hogy nagyon nehéz lesz. A kasztni jó volt, de aerodinamikai problémákkal küzdött, és így nemcsak a Ferrarival vette fel nehezen a tempót, de az előretörő Williams csapat is új kihívóként jelentkezett. A Mercedes-motor nem volt olyan erős, mint a BMW-motor, és nem volt annyira megbízható, mint a Ferrari erőforrása, amely csak további nehézségeket okozott. A csapat nehezen tudott alkalmazkodni az újra bevezetett kipörgésgátló és rajtautomatika jelentette mérnöki kihívásokhoz is.
Ehhez jött hozzá egy sorozatos pechszéria, amely kifejezetten Häkkinent sújtotta, aki 1997 óta nem volt ilyen helyzetben. Spanyolországban az utolsó körben az élről kellett feladnia a versenyt váltó- és motorproblémák miatt. Két győzelmet aratott csak a szezonban, ennek hatására úgy döntött, az év végén visszavonul (bár kezdetben csak arról volt szó, hogy egy év szünetet tart). Coulthard ehhez képest nagyszerű formában kezdte az idényt, és annak első harmadában úgy látszott, még a végső győzelemért, de a második helyért egész biztosan versenyben lehet. A kezdeti sikereket azonban nála is felváltotta a hullámzó teljesítmény és a pechszéria. Még így is második lett a bajnokságban, a McLaren pedig konstruktőri második.

## Eredmények
(félkövérrel jelölve a pole pozíció; dőlt betűvel a leggyorsabb kör)
| Év   | Csapat                | Motor                | Gumik | Pilóták         | 1   | 2   | 3   | 4   | 5   | 6   | 7   | 8   | 9   | 10  | 11  | 12  | 13  | 14  | 15  | 16  | 17  | Pontok | Helyezés |
| ---- | --------------------- | -------------------- | ----- | --------------- | --- | --- | --- | --- | --- | --- | --- | --- | --- | --- | --- | --- | --- | --- | --- | --- | --- | ------ | -------- |
| 2001 | West McLaren Mercedes | Mercedes-Benz FO110K | B     |                 | AUS | MAL | BRA | SMR | ESP | AUT | MON | CAN | EUR | FRA | GBR | GER | HUN | BEL | ITA | USA | JPN | 102    | 2.       |
| 2001 | West McLaren Mercedes | Mercedes-Benz FO110K | B     | Mika Häkkinen   | KI  | 6   | KI  | 4   | 9   | KI  | KI  | 3   | 6   | NI  | 1   | KI  | 5   | 4   | KI  | 1   | 4   | 102    | 2.       |
| 2001 | West McLaren Mercedes | Mercedes-Benz FO110K | B     | David Coulthard | 2   | 3   | 1   | 2   | 5   | 1   | 5   | KI  | 3   | 4   | KI  | KI  | 3   | 2   | KI  | 3   | 3   | 102    | 2.       |

## Forráshivatkozások
1. ↑  Engine Mercedes • STATS F1. www.statsf1.com. (Hozzáférés: 2022. február 8.)

## Fordítás
Ez a szócikk részben vagy egészben  a   McLaren MP4-16 című angol Wikipédia-szócikk ezen változatának fordításán alapul.  Az eredeti cikk szerkesztőit annak laptörténete sorolja fel. Ez a jelzés csupán a megfogalmazás eredetét és a szerzői jogokat jelzi, nem szolgál a cikkben szereplő információk forrásmegjelöléseként.